# Привокзальная площадь (Волгоград)
Привокзальная площадь — площадь в Центральном районе Волгограда.

## История
С момента появления в городе железнодорожного вокзала, рядом начала формироваться площадь. Площадь была достаточно просторной, для того чтобы рядом могли расположиться извозчики и телеги.
В доме № 4 в 1917-1918 годах находился Революционный комитет Царицынского узла Юго-Восточной железной дороги.
Окончательно площадь оформилась в предвоенные годы. Здесь же располагалась скульптурная композиция «Бармалей», изображающая детей, танцующих вокруг крокодила, ставшая известной благодаря снимкам военного времени. В 2013 году эта скульптура была реконструирована.
В рамках подготовки города к Чемпионату мира по футболу 2018 было проведено благоустройство Привокзальной площади.